# Eye in the Sky (álbum)
Eye in the Sky es el sexto álbum de estudio de The Alan Parsons Project. Publicado en 1982 por Arista Records Es considerado el disco más exitoso de toda su carrera.
El disco fue certificado platino (como I Robot y The Turn of a Friendly Card) por la RIAA. Ganó el Golden Reel Award.

## Producción
Como en los dos discos precedentes la banda continúa con su enfoque comercial de las canciones y gran parte de la producción sonora, aderezado con detalles de rock progresivo. Se puede afirmar que el estilo de Eye In The Sky es mucho más pop rock que progresivo. 
La canción más emblemática es la canción que da nombre al álbum. «Eye in the sky» y el futurista instrumental «Mammagamma» representaron otros temas destacados.
En sintonía con el espíritu cósmico del LP, la portada, diseñada una vez más por el estudio Hipgnosis, muestra una ilustración del Ojo de Horus (dorada en los primeros prensajes) sobre fondo verde; variando según la edición a un tono más azulado o amarillento.

El ojo de Horus o "Udyat", usado para la portada del álbum.

## Lista de canciones
Lado A
1. «Sirius» (Instrumental) – (1:55)
2. «Eye in the Sky» (canta Eric Woolfson) – (3:40)
3. «Children of the Moon» (canta David Paton y los coros por Eric Woolfson) – (4:51)
4. «Gemini» (canta Chris Rainbow) – (2:10)
5. «Silence and I» (canta Eric Woolfson) – (7:20)

Lado B
1. «You're Gonna Get Your Fingers Burned» (canta Lenny Zakatek) - (5:28)
2. «Psychobabble» (canta Elmer Gantry) - (4:52)
3. «Mammagamma» (Instrumental) - (3:34)
4. «Step by Step» (canta Lenny Zakatek) - (3:54)
5. «Old and Wise» (canta Colin Blunstone) - (4:55)

### CD remasterizado
Eye In The Sky fue remasterizado en 2008 y se le añadieron las siguientes pistas:

## Créditos
- Eric Woolfson - Voz, sintetizadores y sampler
- Alan Parsons - Voz y sintetizadores
- David Paton - Bajo, Voz, Coros
- Ian Bairnson - Guitarras acústica y eléctrica
- Stuart Elliot - Batería y percusión
- Mel Collins - Saxo
- Colin Blunstone - Voz
- Elmer Gantry - Voz
- Chris Rainbow - Voz
- Lenny Zakatek - Voz
- English Chorale - Coros